# Edo Reents
Edo Reents (* 26. September 1965 in Wittmund) ist ein deutscher Kulturjournalist und Literaturkritiker.

## Leben und Wirken
Edo Reents studierte Germanistik, Publizistik und Philosophie an der Universität Münster und wurde dort 1995 mit einer Dissertation zu Thomas Manns Schopenhauer-Rezeption promoviert.
Nach dem Studium schrieb er ab 1999 für das Feuilleton der Süddeutschen Zeitung unter anderem über Popmusik und geisteswissenschaftliche Tagungen. Im April 2001 wechselte er mit dem dortigen Ressortchef Claudius Seidl sowie Niklas Maak, Georg Diez und dem Filmkritiker Michael Althen als Redakteur zum Feuilleton der Frankfurter Allgemeinen Zeitung, wo er bis 2006 für den Bereich Popmusik zuständig war. Seit März 2006 schrieb Reents (Redaktionskürzel edo) in der Literaturredaktion der FAZ, ab Januar 2012 war er einer der Stellvertreter des Kulturchefs Nils Minkmar. Zwischen 2015 und 2019 war er Leiter des Feuilletons der FAZ, seit Oktober 2019 ist er dort wieder Redakteur.
Reents lebt in Heidelberg.

## Schriften
- Zu Thomas Manns Schopenhauer-Rezeption. Königshausen und Neumann, Würzburg 1998, ISBN 3-8260-1336-0 (Dissertation).
- Thomas Mann. Kurzbiografie. Claassen, München 2001, ISBN 3-546-00291-1.
- Neil Young. Eine Biographie. Rowohlt, Berlin 2005, ISBN 978-3-87134519-7.
- F.A.Z. – Helden des Pop. Hörbuch mit Porträts von Johnny Cash, Bob Dylan, Van Morrison, David Bowie, Paul Simon, Eric Clapton, Lou Reed, Paul McCartney, Roger Waters, Keith Richards und Pete Townshend. Verlag Just, München 2006.